# Dentacita

EDTA je šestivazný ligand, má tedy dentacitu 6 a patří mezi dobrá chelatační činidla

Dentacita (z lat. dentis - zub; také vaznost) je v koordinační chemii vlastnost ligandů vyjadřující počet koordinačně-kovalentních vazeb s centrálním atomem, které je ligand schopen vytvořit. Jelikož ligand vytváří vazbu s centrálním atomem poskytnutím elektronového páru, dá se také chápat jako počet různých atomů v molekule ligandu, které volným elektronovým párem disponují. Dentacitu je nutno rozlišovat od hapticity (označované řeckým písmenem η), která popisuje počet souvisle propojených atomů ligandu účastnících se vazby s centrálním atomem.
Ligand, který obsahuje jeden donorový atom, označujeme jako jednovazný (monodentátní, monodonorový), ligand s více donorovými atomy jako vícevazný (bi-, tri-, polydentátní). Pokud se polydentátní ligand naváže na centrální atom dvěma nebo více svými atomy, vzniká chelát.
Volné elektronové páry musí být na různých atomech v ligandu, takže například oxidový ion (O2−) se nemůže vázat dvěma vazbami k témuž centrálnímu atomu, přestože nese čtyři volné elektronové páry. Jednoduché anorganické ligandy jsou bez výjimky monodentální. Mezi dvou a vícevazné ligandy patří většinou složitější organické molekuly, např. ethylendiamin (en).

## Názvosloví
U polydentátních ligandů je nutné vzhledem k vazebné izomerii rozlišit, kterým atomem je uskutečněna vazba. Pro označení denticity se používá řecké písmeno κ následované značkou atomu. Pokud se polydentátní ligand váže více atomy stejného druhu, ke κ se počet atomů zapíše do pravého horního indexu. V případě polydentátních atomů s různými typy vazných atomů jsou κ-symboly odděleny čárkou.
| Ligand | Název                 |
| ------ | --------------------- |
| -ONO   | dioxidonitráto-κO     |
| -ONO-  | dioxidonitráto-κ2O,O´ |
| -NO2   | dioxidonitráto-κN     |